# Microrbinia linea
Microrbinia linea är en ringmaskart som beskrevs av Hartman 1965. Microrbinia linea ingår i släktet Microrbinia och familjen Orbiniidae. Inga underarter finns listade i Catalogue of Life.